# Tilleux
Tilleux est une commune française située dans le département des Vosges en région Grand Est.

## Géographie

### Localisation
La commune est à 1,6 km de Certilleux, 2 de Landaville, 5 de Circourt-sur-Mouzon et 6,8 de Rouvres-la-Chétive.
Le territoire de la commune est limitrophe de ceux de quatre communes :
|                     | Certilleux |                    |
| Circourt-sur-Mouzon | Tilleux    | Rouvres-la-Chétive |
|                     | Landaville |                    |

### Géologie et relief
La commune se compose de 14,93 hectares de territoires artificialisés (3,84 %), 194,11 hectares de territoires agricoles (49,90 %) et 179,87 hectares de forêts et milieux semi-naturels (46,24 %).
Espaces naturels :
- Un espace protégé Natura 2000 :

Milieux forestiers et prairies humides des vallées du Mouzon et de l'Anger.
- Trois zones naturelles d'intérêt écologique, faunistique et floristique (Znieff) :

Pelouses de la Côte de l'Est à Circourt-sur-Mouzon,
Pays de Neufchâteau,
Carrière vers Les Colombelles à Landaville.

### Hydrographie et les eaux souterraines
Hydrogéologie et climatologie : Système d’information pour la gestion des eaux souterraines du bassin Rhin-Meuse :
Territoire communal : Occupation du sol (Corinne Land Cover); Cours d'eau (BD Carthage),
Géologie : Carte géologique; Coupes géologiques et techniques,
 Hydrogéologie : Masses d'eau souterraine; BD Lisa; Cartes piézométriques.
La commune est située dans le bassin versant de la Meuse au sein du bassin Rhin-Meuse. Elle est drainée par le Mouzon et le ruisseau le Bani,.
Le Mouzon, d’une longueur de 63,3 kilomètres,  prend sa source sur le territoire de Serocourt, s’oriente vers l'ouest puis vers le nord peu après avoir quitté les localités de Rocourt et Tollaincourt, jusqu'aux abords de son confluent avec la Meuse.
Le Bani, d'une longueur totale de 11,7 km, prend sa source dans la commune de Hagnéville-et-Roncourt et se jette dans le Mouzon à Circourt-sur-Mouzon, après avoir traversé six communes.

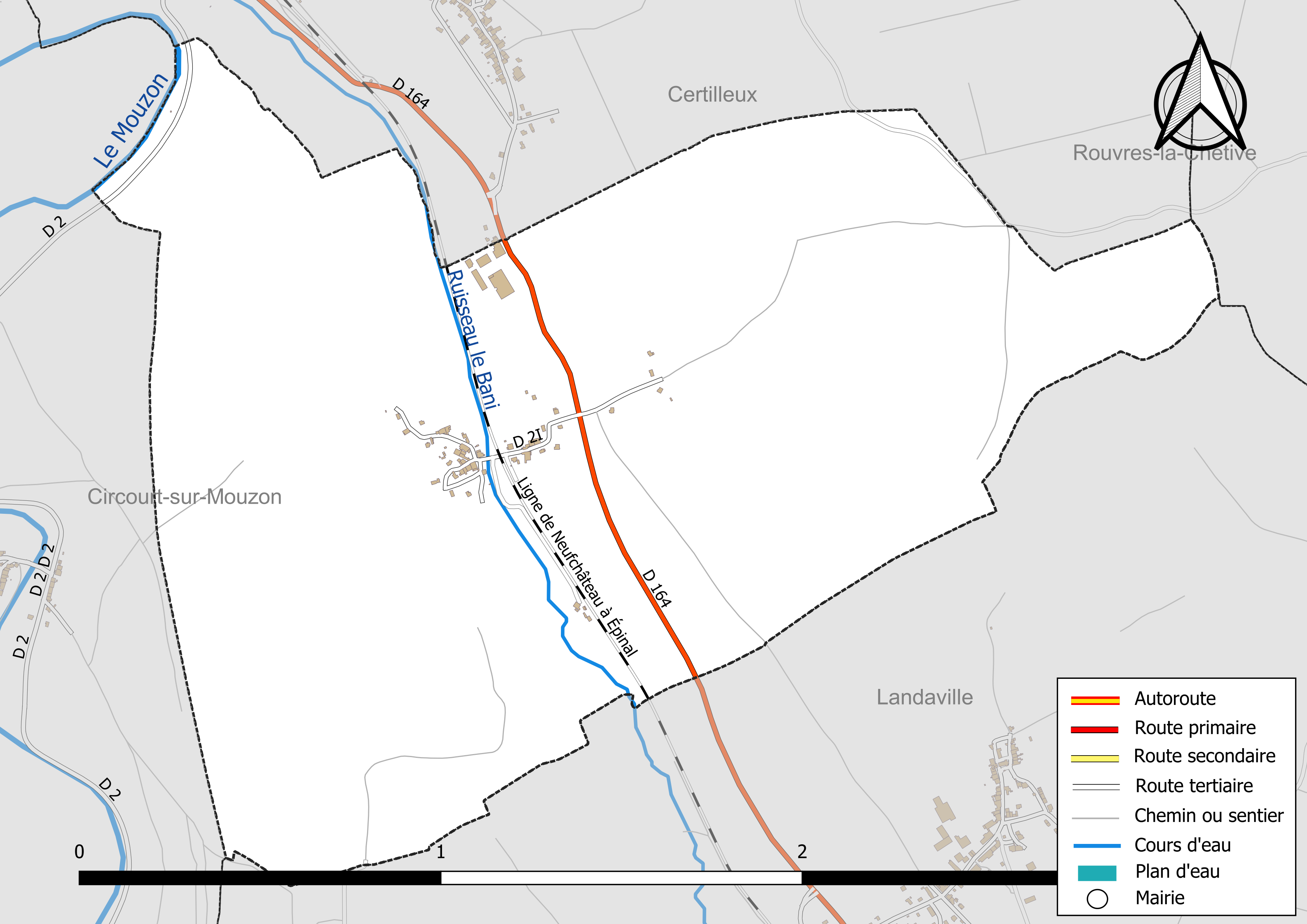
Réseaux hydrographique et routier de Tilleux.

La qualité des cours d’eau peut être consultée sur un site dédié géré par les agences de l’eau et l’Agence française pour la biodiversité.

### Climat
Pour des articles plus généraux, voir Climat du Grand Est et Climat des Vosges.
En 2010, le climat de la commune est de type climat de montagne, selon une étude du Centre national de la recherche scientifique s'appuyant sur une série de données couvrant la période 1971-2000. En 2020, Météo-France publie une typologie des climats de la France métropolitaine dans laquelle la commune est exposée à un climat océanique altéré et est dans la région climatique  Lorraine, plateau de Langres, Morvan, caractérisée par un hiver rude (1,5 °C), des vents modérés et des brouillards fréquents en automne et hiver. 
Pour la période 1971-2000, la température annuelle moyenne est de 9,4 °C, avec une amplitude thermique annuelle de 16,7 °C. Le cumul annuel moyen de précipitations est de 948 mm, avec 13,2 jours de précipitations en janvier et 9,4 jours en juillet. Pour la période 1991-2020, la température moyenne annuelle observée sur la station météorologique de Météo-France la plus proche, « Rollainville », sur la commune de Rollainville à 7 km à vol d'oiseau, est de 10,3 °C et le cumul annuel moyen de précipitations est de 860,3 mm. 
La température maximale relevée sur cette station est de 39,6 °C, atteinte le 25 juillet 2019 ; la température minimale est de −18,2 °C, atteinte le 20 décembre 2009,,. 
Les paramètres climatiques de la commune ont été estimés pour le milieu du siècle (2041-2070) selon différents scénarios d'émission de gaz à effet de serre à partir des nouvelles projections climatiques de référence DRIAS-2020. Ils sont consultables sur un site dédié publié par Météo-France en novembre 2022.

## Urbanisme

### Typologie
Au 1er janvier 2024, Tilleux est catégorisée commune rurale à habitat dispersé, selon la nouvelle grille communale de densité à sept niveaux définie par l'Insee en 2022.
Elle est située hors unité urbaine. Par ailleurs la commune fait partie de l'aire d'attraction de Neufchâteau, dont elle est une commune de la couronne,. Cette aire, qui regroupe 72 communes, est catégorisée dans les aires de moins de 50 000 habitants,.

### Occupation des sols
L'occupation des sols de la commune, telle qu'elle ressort de la base de données européenne d’occupation biophysique des sols Corine Land Cover (CLC), est marquée par l'importance des territoires agricoles (50 % en 2018), en diminution par rapport à 1990 (57,1 %). La répartition détaillée en 2018 est la suivante : 
forêts (46 %), prairies (42,5 %), terres arables (7,6 %), mines, décharges et chantiers (4 %). L'évolution de l’occupation des sols de la commune et de ses infrastructures peut être observée sur les différentes représentations cartographiques du territoire : la carte de Cassini (XVIIIe siècle), la carte d'état-major (1820-1866) et les cartes ou photos aériennes de l'IGN pour la période actuelle (1950 à aujourd'hui).

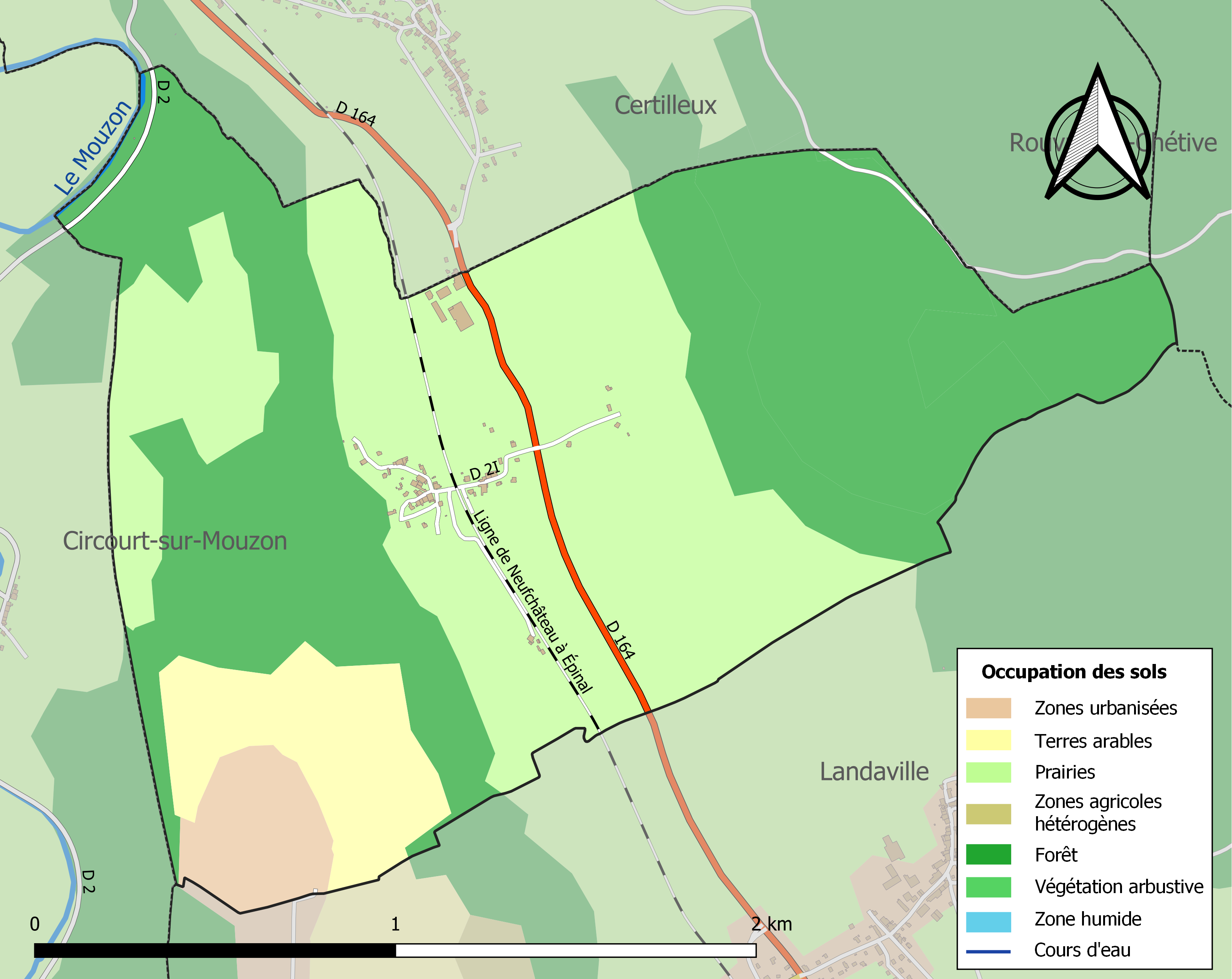
Carte des infrastructures et de l'occupation des sols de la commune en 2018 (CLC).

### Voies de communications et transports

#### Voies routières
- A31 (aussi appelée autoroute de Lorraine-Bourgogne) : Échangeurs Châtenois, Bulgnéville, Robécourt.

#### Transports en commun
- Fluo Grand Est.

##### SNCF

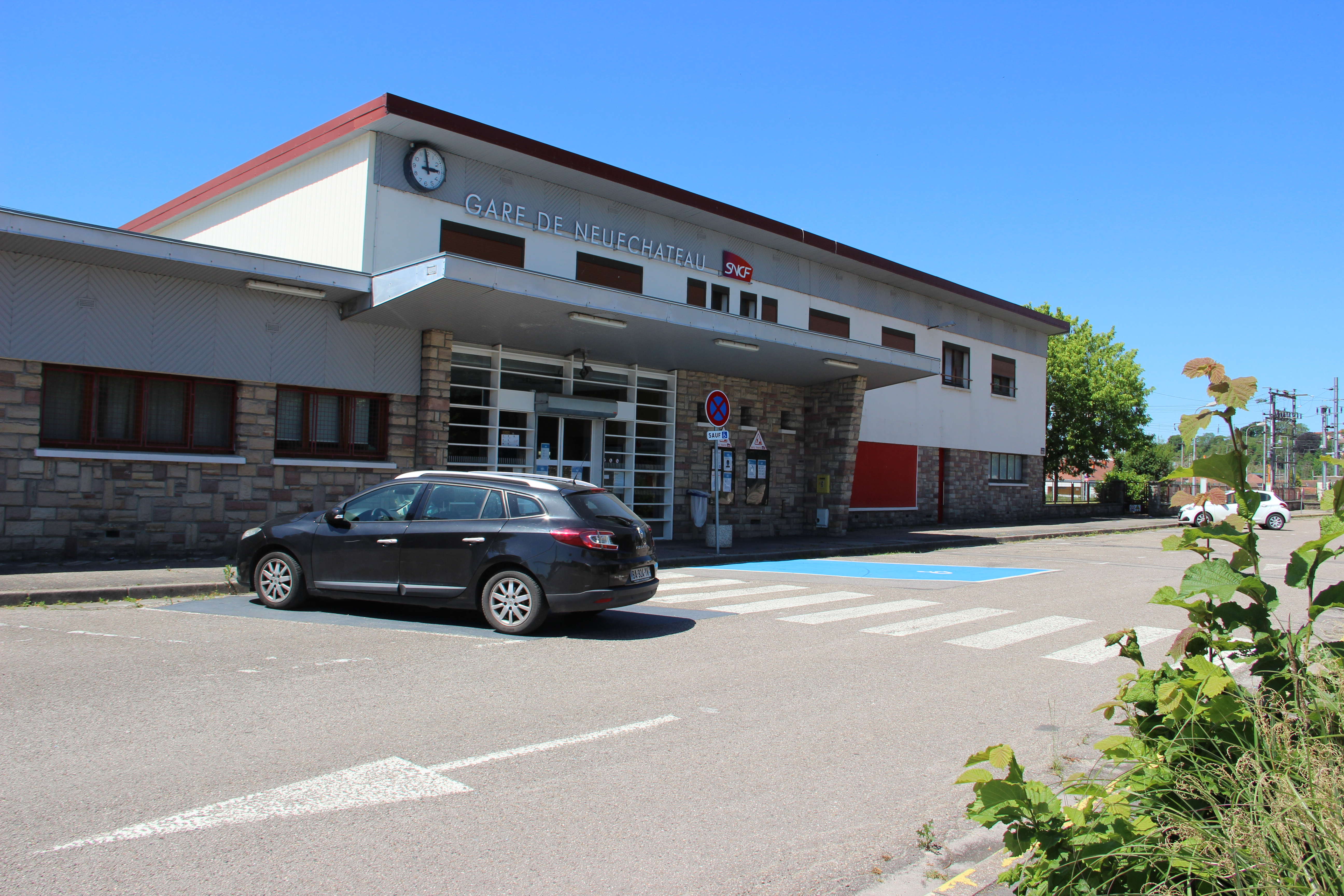
Gare de Neufchâteau.

- Gare de Neufchâteau.
- Gare de Contrexéville.
- Gare de Vittel.
- Gare de Merrey.
- Gare de Mirecourt.

### Risques naturels et technologiques
Commune située dans une zone de sismicité modérée.

## Toponymie
Le nom de la localité est attesté sous les formes Albericus de Tillut (1148), à lire * Tillul ; Radulfus de Tello (avant 1166) ; Ulrici de Tyllol (1174) ; Ulricus de Tillul (1176) ; Olricus de Tiluel (1176) ; Ulricus de Tillol (1178) ; Ulrico de Tilleol (1179) ; Ulricus de Tyllul (1186) ; Tilluos (1187) ; Theodericus de Tylliolo (1188) ; Tilleul (1192) ; Tilleux (1197) ; Widricus… de Tillio (XIIe siècle) ; Tellus… capellanus de Tillue (1204) ; Tillul (1218) ; Oudet de Tilluel (1326) ; Tilleux, Tilleuls (1402) ; Thilluefz (1434) ; Tillue (1420) ; Tilleu (avant 1466) ; Thilleux, Thillieu (1586) ; Thiellieux (1622) ; Tillieux (1711) ; Tilocus (1768) ; Thilleux (1790).

C'est un toponyme désignant « un lieu où pousse le tilleul ». Variantes : Tilleu, Tilleuil, Tilleul, Tillieu. Issu de tilluel, tillu avec le suffixe -olum, donnant le français « tilleul », son pluriel est tardif.

## Histoire
Le nom de la commune "Tilleux" vient peut-être du latin Tillutum, qui signifierait “lieu planté de tilleuls”. On relève, dans un acte de 1148, le nom d’un certain Albericus de Tillut, qui pourrait être un seigneur local ou un bienfaiteur de l’église.
Tilleux (Tilocus, Tilieux), dépendait en grande partie du marquisat de Removille érigé en 1621 en faveur de la maison de Bassompierre. La commune dépendait aussi du sieur du Paquier, baron de Dommartin.
Sous l'Ancien Régime, Tilleux appartient au bailliage de Neufchâteau. Son église, dédiée à saint Epvre, est du diocèse de Toul, doyenné de Châtenois ; elle est le siège d'une cure régulière de l'ordre des Prémontrés à la collation de l'abbé de Flabémont.
De 1790 à l'An IX de la République, Tilleux a fait partie du canton de Beaufremont.

## Politique et administration

### Découpage territorial

#### Commune et intercommunalités
Commune membre de la Communauté de communes de l'Ouest Vosgien.

### Élections municipales et communautaires

#### Liste des maires
| Période                                  | Période    | Identité          | Étiquette | Qualité |
| ---------------------------------------- | ---------- | ----------------- | --------- | ------- |
| Les données manquantes sont à compléter. |            |                   |           |         |
| mars 2001                                | avril 2014 | Raymond Voiriot   |           |         |
| avril 2014                               | En cours   | François Fauchart |           | [ 28 ]  |

### Budget et fiscalité 2023

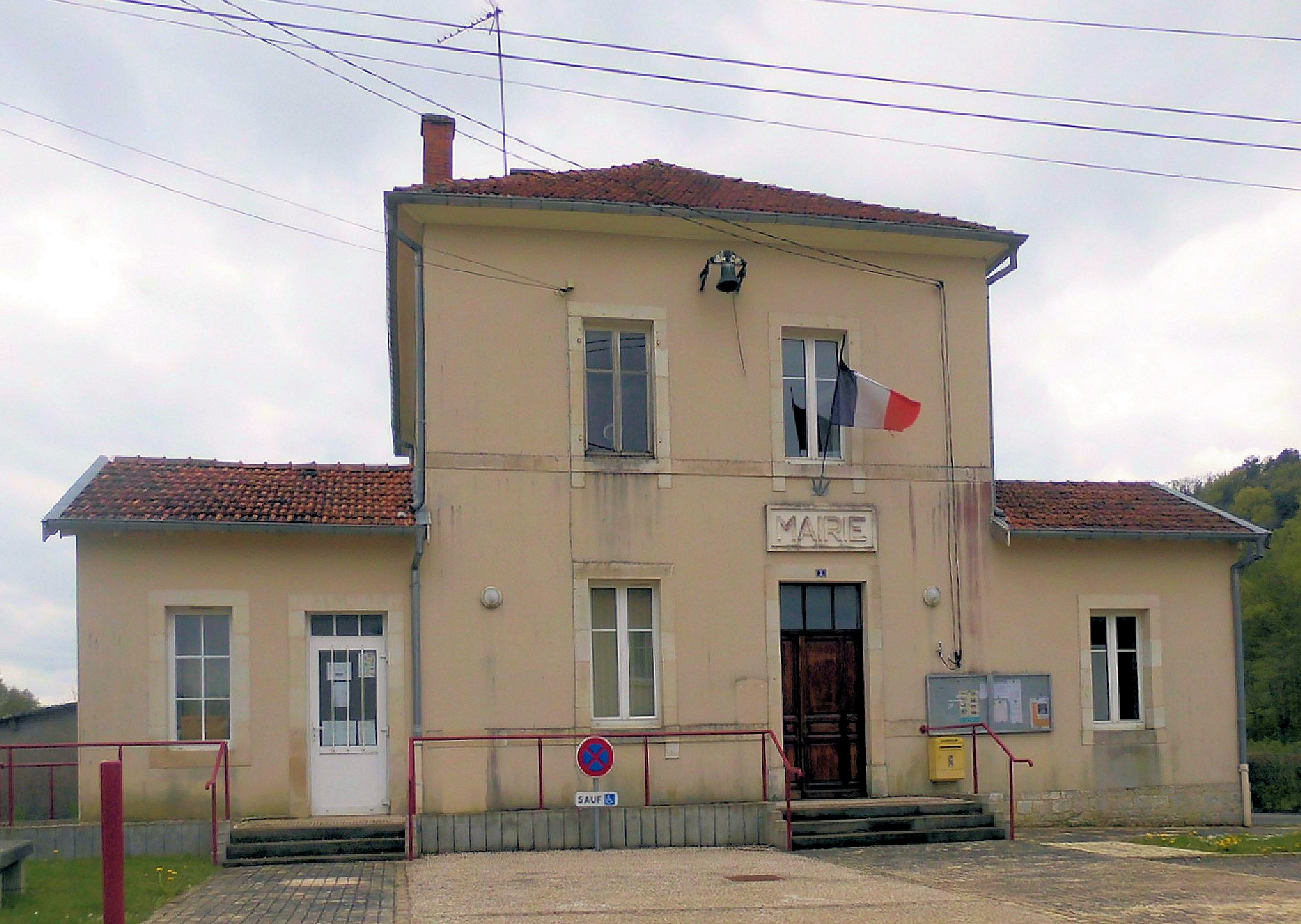
La mairie.

En 2023, le budget de la commune était constitué ainsi :
- total des produits de fonctionnement : 62 000 €, soit 944 € par habitant ;
- total des charges de fonctionnement : 48 000 €, soit 722 € par habitant ;
- total des ressources d'investissement : 39 000 €, soit 588 € par habitant ;
- total des emplois d'investissement : 24 000 €, soit 365 € par habitant ;
- endettement : 86 000 €, soit 1 306 € par habitant.

Avec les taux de fiscalité suivants :
- taxe d'habitation : 23,74 % ;
- taxe foncière sur les propriétés bâties : 36,51 % ;
- taxe foncière sur les propriétés non bâties : 14,40 % ;
- taxe additionnelle à la taxe foncière sur les propriétés non bâties : 0,00 % ;
- cotisation foncière des entreprises : 0,00 %.

Chiffres clés Revenus et pauvreté des ménages en 2021 : médiane en 2021 du revenu disponible, par unité de consommation.

## Équipements et services publics

### Enseignement
Établissements d'enseignements :
- Écoles maternelles à Landaville, Rouvres-la-Chétive, Rebeuville, Bazoilles-sur-Meuse, Pompierre.
- Écoles primaires à Landaville, Circourt-sur-Mouzon, Rouvres-la-Chétive, Rebeuville, Bazoilles-sur-Meuse.
- Collèges à Neufchâteau, Châtenois, Liffol-le-Grand, Mandres-sur-Vair.
- Lycées à Neufchâteau, Mandres-sur-Vair, Contrexéville.

### Santé
Professionnels et établissements de santé :
- Médecins à Neufchâteau, Châtenois, Liffol-le-Grand, Bulgnéville, Coussey.
- Pharmacies à Neufchâteau, Châtenois, Liffol-le-Grand, Bulgnéville, Coussey.
- Hôpitaux à Neufchâteau, Vittel, Lamarche, Mirecourt.

## Population et société

### Démographie

#### Pyramide des âges
L'évolution du nombre d'habitants est connue à travers les recensements de la population effectués dans la commune depuis 1793. Pour les communes de moins de 10 000 habitants, une enquête de recensement portant sur toute la population est réalisée tous les cinq ans, les populations de référence des années intermédiaires étant quant à elles estimées par interpolation ou extrapolation. Pour la commune, le premier recensement exhaustif entrant dans le cadre du nouveau dispositif a été réalisé en 2004.

En 2022, la commune comptait 71 habitants, en évolution de +29,09 % par rapport à 2016 (Vosges : −2,96 %, France hors Mayotte : +2,11 %).
| 1793 | 1800 | 1806 | 1821 | 1831 | 1836 | 1841 | 1846 | 1856 |
| ---- | ---- | ---- | ---- | ---- | ---- | ---- | ---- | ---- |
| 111  | 102  | 120  | 156  | 150  | 158  | 163  | 171  | 156  |

| 1861 | 1866 | 1876 | 1881 | 1886 | 1891 | 1896 | 1901 | 1906 |
| ---- | ---- | ---- | ---- | ---- | ---- | ---- | ---- | ---- |
| 152  | 144  | 142  | 153  | 151  | 147  | 136  | 134  | 129  |

| 1911 | 1921 | 1926 | 1931 | 1936 | 1946 | 1954 | 1962 | 1968 |
| ---- | ---- | ---- | ---- | ---- | ---- | ---- | ---- | ---- |
| 114  | 92   | 93   | 88   | 81   | 77   | 76   | 80   | 81   |

| 1975 | 1982 | 1990 | 1999 | 2004 | 2006 | 2009 | 2014 | 2019 |
| ---- | ---- | ---- | ---- | ---- | ---- | ---- | ---- | ---- |
| 69   | 76   | 72   | 61   | 58   | 56   | 75   | 60   | 64   |

| 2022 | - | - | - | - | - | - | - | - |
| ---- | - | - | - | - | - | - | - | - |
| 71   | - | - | - | - | - | - | - | - |

### Cultes
- Culte catholique, Paroisse Saint-Pierre-et-Saint-Paul-au-seuil-de-la-Lorraine[37], Diocèse de Saint-Dié.

## Économie

### Entreprises et commerces

#### Agriculture
- Agriculture et élevage dans les communes de la "Communauté de communes de l'Ouest Vosgien".

#### Tourisme
- Hébergements et restauration à Tilleux, Rebeuville, Beaufremont, Neufchâteau.

#### Commerces
- Commerces et services de proximité à Vittel, Neufchâteau, Bazoilles-sur-Marne, Rebeuville, Landaville.

## Culture locale et patrimoine

### Lieux et monuments

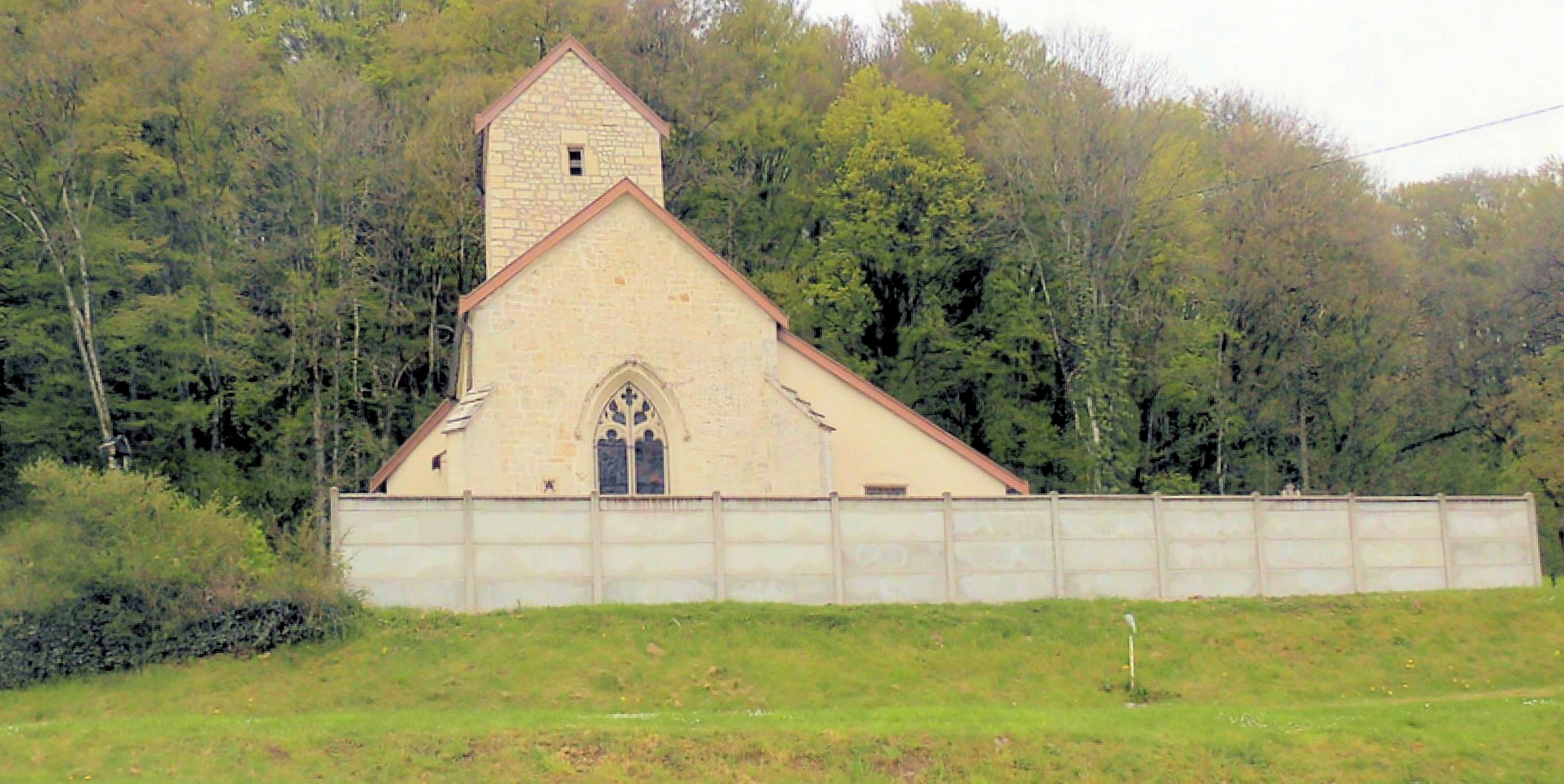
Église Saint-Epvre.

- Église construite dans la 2e moitié du XVe siècle, dont il subsiste l'avant-chœur, la tour clocher et le chœur[38].

8 verrières figurées.
2 degrés d'autel, autel (maître-autel, autel tombeau) du XVIIIe siècle.
Statue (demi-nature) saint Joseph.
2 statues d'applique saint Epvre, saint Nicolas de Myre (petite nature).
cloche de 1809.
- Plaque d'église faisant office de monument[44] : Conflit commémorés : Guerre franco-allemande de 1914-1918.
- Patrimoine rural recensé par le service régional de l'Inventaire général du patrimoine culturel[45].

### Personnalités liées à la commune
- Médaillés de Sainte-Hélène : Mansuy Brenel, Claude Gloriot[46]

## Pour approfondir